# Igreja Matriz de Santiago

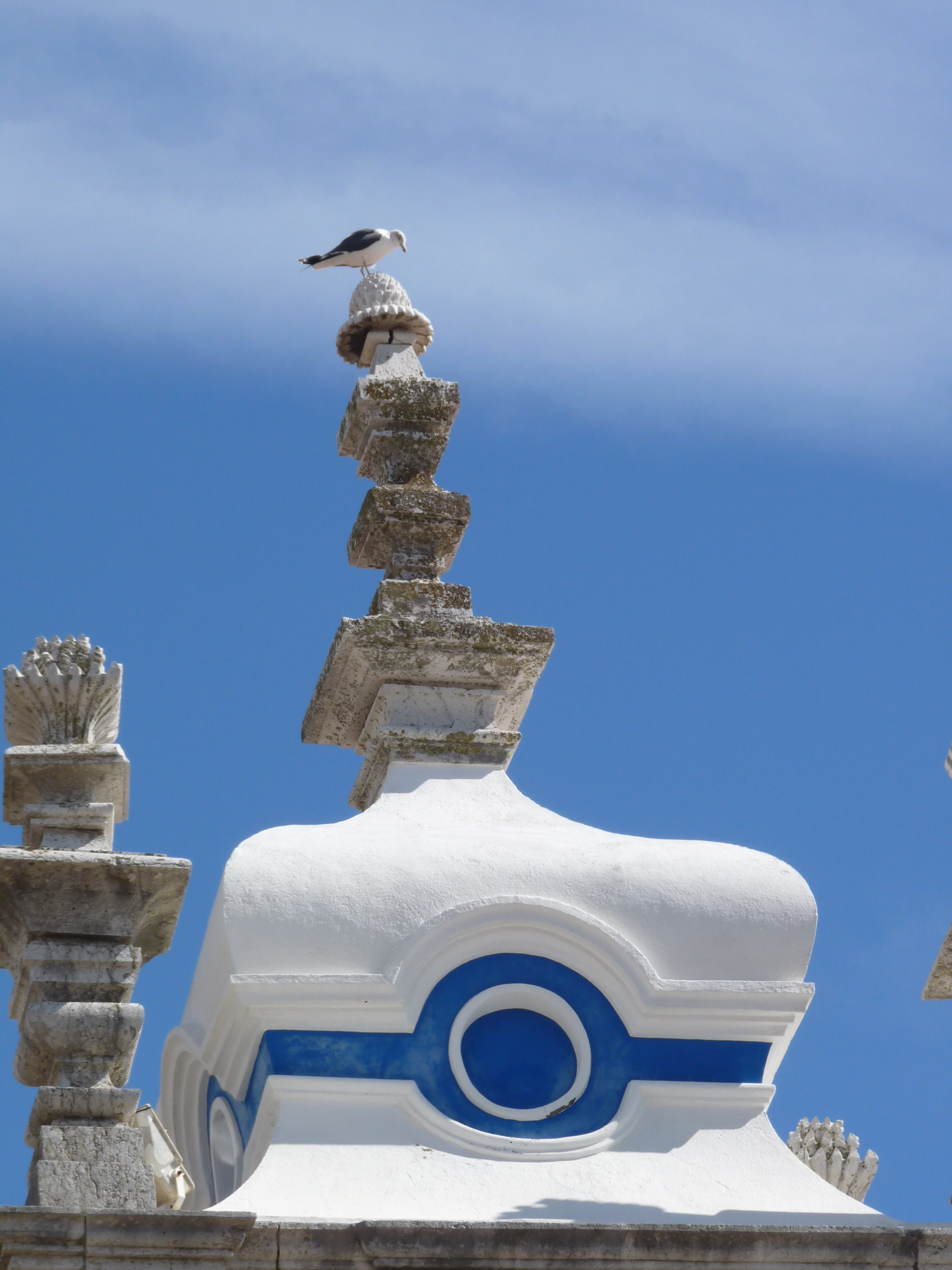
Gaivota no telhado da Igreja Matriz de Santiago

A Igreja Matriz de Santiago, também referida como Igreja Paroquial de Santiago e Igreja de São Tiago, é uma igreja quinhentista, de transição entre o estilo manuelino e o renascimento. Fica em Santiago, Portugal.
Há 473 anos, no ano de 1533 (finais), começou a construção. O crescer da igreja acompanha também o próprio crescimento da Vila de Sesimbra.
A obra terminaria em 1564. Durante a obra foram feitos serviços religiosos, para evitar a ida dos habitantes da vila à Igreja de Nossa Senhora do Castelo, a única que à época existia . Mas ficava longe e o caminho era muito íngreme.
A construção e embelezamento foi paga em grande parte com donativos de navegantes e capitães de embarcações que no fim das suas viagens, ofereciam parte da sua fortuna à igreja.
Esta igreja serviu também como local de refugio da população quando esta era atacada por piratas.
Em 1755 com o grande terramoto de Lisboa a igreja perde parte da sua torre dos sinos e dos arcos que suportavam o telhado.
É da Igreja de Santiago que todos os anos parte a procissão do padroeiro da vila de Sesimbra, O Senhor Jesus das Chagas.